# IPtalk (要約筆記)
IPtalk（アイピートーク）とは、主に聴覚障害者への情報保障を、パソコンを使って行うためのソフトウェアである。
このソフトウェアは、日本在住のボランティアの手によって作成され、障害者スポーツ大会などの大きな大会、聴覚障害者が参加する講演会やセミナー、等で使われる。

## 概要
- Windowsを対象とした要約筆記用ソフトウェアで、無料配布されている。
- 1999年〜2020年（現在）までバージョンアップがなされている。
- かつてパソコンの処理能力の問題で入力用の9iシリーズと表示用の9sシリーズとに分かれていた。現在ではパソコンの処理能力の向上によりその心配もなくなったことから、両機能を統合した9tシリーズに合流している。tはTotalの頭文字。
- 1チームを8人以内で構成することができる。

## 使用方法
- LANでパソコンを数台接続する。
- そのうち1台を表示用としてプロジェクタ等へ投影する。
- すべてのPCでIPtalkを起動する。
- 「パートナーになってよ！」を押し、入力のペアを組む。
- 入力を開始する。

## 特徴
- LANを用いて複数人のチームを編成し、入力、修正を行いながら入力できる。
- 連携入力と呼ばれる入力方法をサポートしている。これは2人ペアが交互入力に入力していく方法で、相手の入力状態がリアルタイムに見えるようにプログラムされている。
- スライド前ロールと呼ばれる、プレゼンテーション資料を表出する機能がある。
- インターネット経由での入力に対応しており、通信環境が揃えば遠隔地からの情報保障が可能。
- 盲者のために、音声発声ソフトウェアとの連携も行うことができる。
- 前ロールと呼ばれる「事前原稿」を読み込ませ、任意のタイミングで表示する事が出来る。
- 文章修正には「ワープロ画面」とよばれるエディタ画面で修正する。
- その他機能として、カラオケ風表示機能、ノートテイク機能、PSP表示、iPhone表示、WebCamとの連携（合成）などがある。

## 研究
- 愛媛大学が、遠隔情報保障についての研究を行っている。これは、VPNソフトで仮想のプライベートLANを構成し、遠隔情報保障を行うもので、現在PacketiXというソフトウェアが使われている。
- 比較的短距離の離れた場所へ行う情報保障として、モバイル機器（PDA、携帯電話、ゲーム機）を使った情報保障も研究されている。
- 近年、IPtalkと連動して動くアプリケーションが増えている。

## 受賞歴
- 2002年5月17日 財団法人日本ITU協会 日本ITU協会賞ユニバーサルアクセシビリティー賞
- 2005年2月8日 財団法人青鳥会 ヘレン・ケラー賞（障害者教育研究・実践補助賞）